# Bibliothek der Generationen
Die Bibliothek der Generationen (bis 2017 Bibliothek der Alten) ist ein Erinnerungsprojekt von Sigrid Sigurdsson, das im Historischen Museum Frankfurt bewahrt und gepflegt wird. Das partizipative Projekt wurde im Jahr 2000 initiiert. Mit einer Laufzeit von 105 Jahren ist es Generationen übergreifend angelegt. Zum Projektende im Jahr 2105 werden Beiträge von 200 Personen und Gruppen eingegangen sein, die ein alternatives Gedächtnis der Stadt bilden.

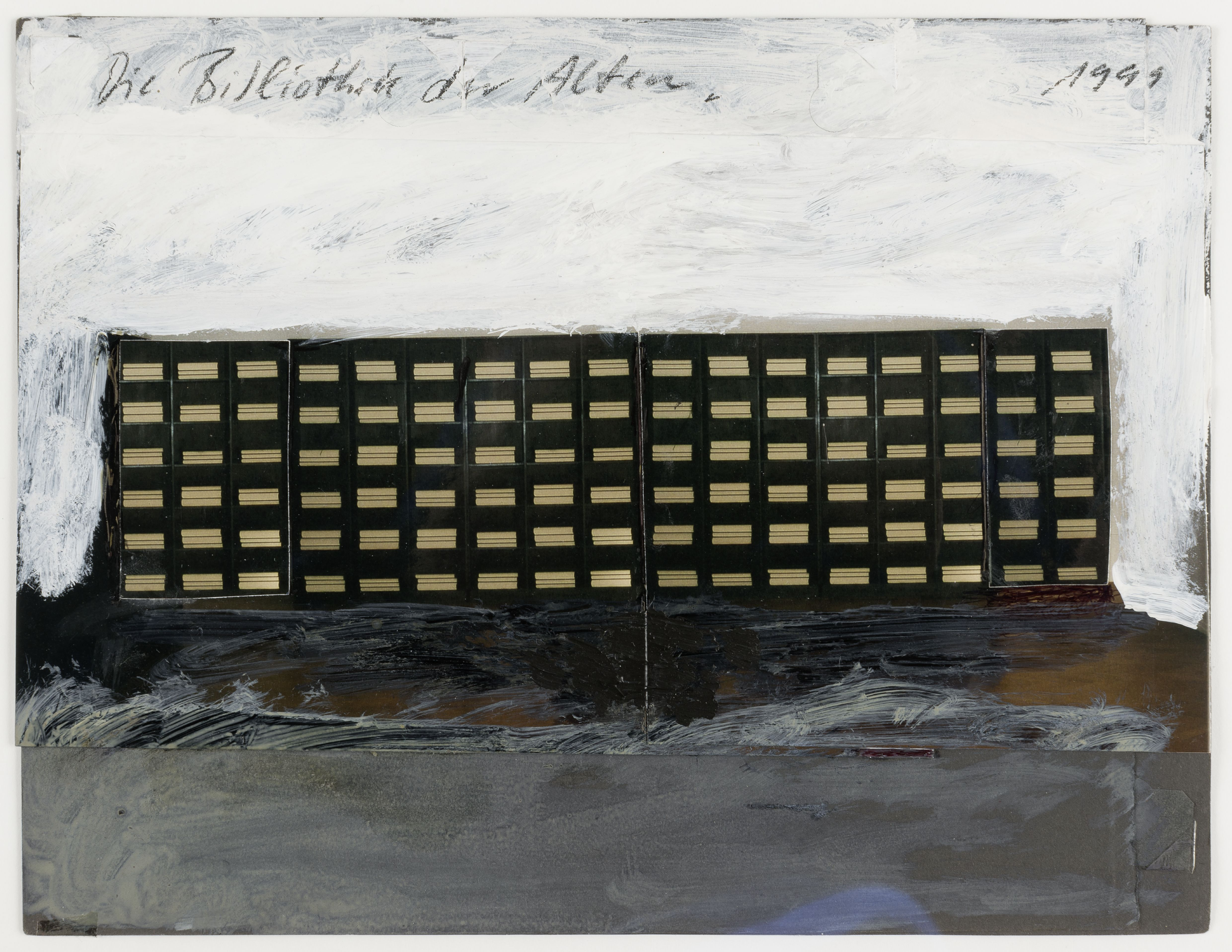
Sigurdsson, Sigrid, Entwurfsskizze für das künstlerische Erinnerungsprojekt Die Bibliothek der Generationen (vormals Bibliothek der Alten)

## Konzept
Die Bibliothek der Generationen gehört zu Sigrid Sigurdssons Offenen Archiven, welche die Künstlerin seit Mitte der 1980er Jahre als Räume für eine aktive Erinnerungsarbeit konzipierte. Die Inhalte der Bibliothek der Generationen werden weder von der Künstlerin noch vom Museum bestimmt, sondern von ausgewählten Personen oder Gruppen, die jeweils einen eignen Beitrag für das Projekt erstellen. Zum Projektende im Jahr 2105 werden es 200 Beiträge sein, die einen Zeitraum von rund 300 Jahren erinnerter Geschichte abbilden und ein möglichst multiperspektivisches Bild der Geschichte der Stadt Frankfurt zeichnen. Die Beiträge können autobiographisch, künstlerisch, dokumentarisch oder wissenschaftlich sein.
„Ziel des Projekts ist es,“ – so schreibt Sigurdsson (1999/2000, o. S.) – „die Geschichte der Stadt Frankfurt […] aus ganz unterschiedlichen Perspektiven kennenzulernen und kommenden Generationen die Möglichkeit zu geben, sich mit den Erinnerungen und Berichten der Älteren auseinanderzusetzen. Wie die Erfahrung zeigt, kann solch eine Bibliothek, in der die Bürger aktiv an einem Erinnerungsprozess teilnehmen, oftmals der Auslöser weiterführender Diskussionen und Prozesse sein, die den Umgang einer Stadt mit ihrer eigenen Geschichte nachhaltig beeinflussen.“

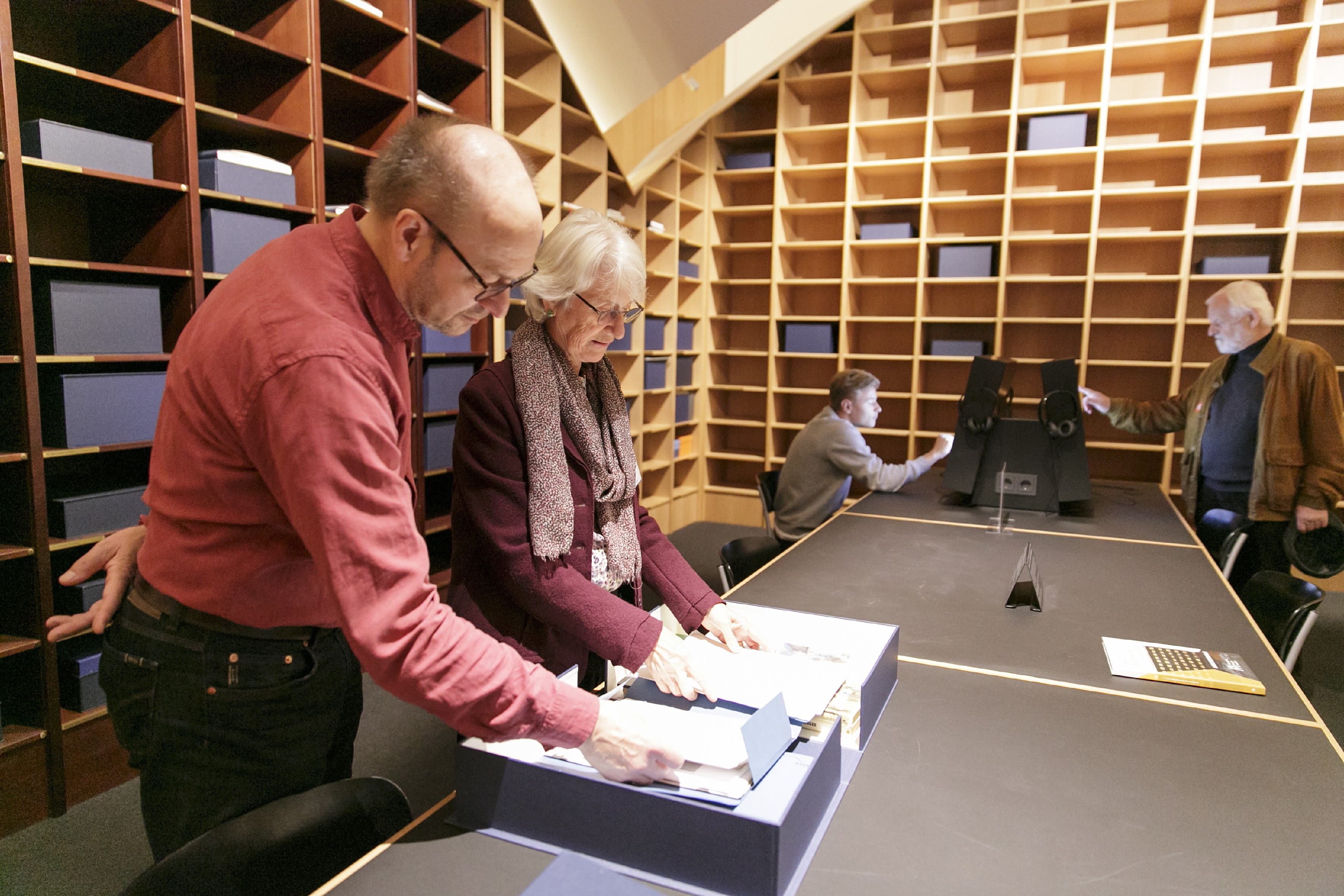
Bibliothek der Generationen 2017

## Realisierung
Die Bibliothek entstand anlässlich der Ausstellung „Das Gedächtnis der Kunst – Geschichte und Erinnerung in der Kunst der Gegenwart“ im Jahr 2000. Der damalige Kurator Kurt Wettengl hatte schon im Jahr 1998 erste Gespräche mit Sigrid Sigurdsson geführt. Zu Projektbeginn wurden 65 Autorinnen und Autoren im Alter von 50 bis 100 Jahren sowie 35 Personen bis zu 50 Jahren gesucht. Seither vergibt das Museumsteam jährlich zwei weitere Autorschaften, bis die Anzahl von 200 Teilnehmenden erreicht sein wird. Alle Teilnehmenden erhalten entweder eine dunkelblaue, leinenbezogene Archivschachtel oder ein unbeschriebenes 100 bzw. 300 Seiten starkes Buch im Format DIN A3. Die abgegebenen Beiträge werden in einer raumprägenden Regalinstallation aufbewahrt. Seit 2017 ermöglicht eine digitale Recherche- und Medienstation die gezielte Suche nach Beiträgen, Stichworten oder Personen.